# Henrik Christiansen (schaatser)
Henrik André Sole Christiansen (Bærum, 10 februari 1983) is een Noors voormalig schaatser.
Christiansen maakte zijn internationale schaatsdebuut bij een wereldbekerwedstrijd in november 2003. In januari 2007 deed hij voor het eerst mee aan een internationaal kampioenschap. In Collalbo werd de Noor 9e bij het EK allround. Hij stopte in 2011 met schaatsen.

## Persoonlijke records
| Afstand      | Tijd     | Datum            | Baan           |
| ------------ | -------- | ---------------- | -------------- |
| 500 meter    | 37,23    | 21 maart 2006    | Calgary        |
| 1000 meter   | 1.11,50  | 24 maart 2006    | Calgary        |
| 1500 meter   | 1.46,68  | 13 februari 2011 | Calgary        |
| 3000 meter   | 3.47,04  | 3 november 2007  | Salt Lake City |
| 5000 meter   | 6.15,41  | 12 december 2009 | Salt Lake City |
| 10.000 meter | 13.15,42 | 19 februari 2011 | Salt Lake City |

## Resultaten
| Jaar | NK Afstanden               | NK Sprint | NK Allround | EK Allround | WK Allround | WK Afstanden               | Olympische Spelen                    | WK Junioren |
| ---- | -------------------------- | --------- | ----------- | ----------- | ----------- | -------------------------- | ------------------------------------ | ----------- |
| 2002 |                            |           |             |             |             |                            |                                      | NC23        |
| 2007 |                            |           |             | 9e          | NC19        |                            |                                      |             |
| 2008 | 5e 1500m 5e 5000m          |           | Brons       | 11e         | NC15        | 10e 5000m 6e achtervolging |                                      |             |
| 2009 | 7e 1500m 6e 5000m          |           | 5e          |             |             | 5e achtervolging           |                                      |             |
| 2010 | 11e 500m 5e 1500m DQ 5000m | NS3       | Zilver      | 7e          |             |                            | 8e 5000m 7e 10.000m 4e achtervolging |             |
| 2011 |                            |           |             | 10e         | NC16        |                            |                                      |             |

 NC# = niet gekwalificeerd voor de laatste afstand, maar wel als # geklasseerd in de eindrangschikking 